# FripSide PC game compilation vol.1
『fripSide PC game compilation vol.1』（フリップサイド・ピーシー・ゲーム・コンピレーション・ボリュームワン）は、日本の音楽ユニット・fripSideが2012年1月1日にp.m.worksから発売した1枚目のコンピレーションアルバム。

## 内容
前作『infinite synthesis』から約1年1ヶ月ぶり、初のコンピレーション・アルバム。また、八木沼が代表取締役を務めるp.m.worksからの第1弾作品でもある。
第2期fripSideが手掛けた、アダルトゲームの主題歌と、新録曲を含む全11曲が収録されている。上記の事もあるため、アルバムの配信、ダウンロードがない。
fripSide名義での作品であるが、南條がボーカルを担当する楽曲は6曲のみで、半数は他の声優を兼業する歌手が担当している。反面、八木沼は全曲の制作に携わっている。

## 収録曲
1. ひだまりバスケット [4:29]
作詞：南條愛乃
作曲・編曲：八木沼悟志
2. trust in you [4:42]
作詞：山下慎一狼、八木沼悟志
作曲：八木沼悟志
編曲：山田重利
3. Alice in Rosso [4:22]
作詞：yuki-ka
作曲・編曲：八木沼悟志
4. colorless fate -ver.Luna 2011- [6:40]
作詞：nao
作曲・編曲：八木沼悟志
第1期fripSideとしての1stアルバム『first odyssey of fripSide』の収録曲のセルフカバー。原曲と歌詞が一部異なる。
5. Triptych -fripSide arrange ver.- [5:16]
作詞：宮蔵
作曲：MANYO
編曲：八木沼悟志
オムニバスCD『ALcot Vocal Arrange Album growing』に収録されていた楽曲。
6. spiral of despair -resurrection- [6:14]
作詞：山下慎一狼
作曲・編曲：八木沼悟志
7. miracle luminous [4:34]
作詞：八木沼悟志、yuki-ka
作曲・編曲：川﨑海
8. STAR☆CARNIVAL [5:04]
作詞：yuki-ka
作曲・編曲：八木沼悟志
9. prismatic fate [4:05]
作詞：八木沼悟志、yuki-ka
作曲：八木沼悟志
編曲：八木沼悟志、中村久志
10. prism [5:19]
作詞：南條愛乃
作曲・編曲：八木沼悟志
11. whisper of winter [5:26]
作詞・作曲：川﨑海
編曲：八木沼悟志、川﨑海
新録曲。

## 参加ミュージシャン
fripSide
- 八木沼悟志：Synthesizer & All Instruments Programming (全曲)
- 南條愛乃：Vocal (#1,3,7,9,10,11)

Additional Musician
- 伊藤静：Vocal (#2)
- こやまきみこ：Vocal (#2)
- nao：Vocal (#4)
- 真理絵：Vocal (#5)
- Rita：Vocal (#6)
- 今井麻美：Vocal (#8)
- 長谷川明子：Vocal (#8)
- 戸口田隆広：Guitar (#1,2,4,5,6,7,8,10,11)
- Maya：Guitar (#3)
- 中村久志：Guitar (#9)

## タイアップ
- Microsoft Windows 2000/XP/Vista専用ゲームソフト『ひだまりバスケット』主題歌 (#1)
- 音泉配信インターネットラジオ番組『RADiOティンクル☆くるせいだーす』テーマソング (#2)
- Windows専用ゲームソフト『アリスまぺっと～見習い魔法使いとゴスロリ人形三姉妹～』主題歌 (#3)
- Windows XP/Vista/7専用ゲームソフト『現在もいつかもふぁるなルナ』挿入歌 (#4)
- Windows 2000/XP/Vista専用ゲームソフト『痴漢専用車両２ 〜報復の痴辱電車〜』主題歌 (#6)
- Windows XP/Vista/7専用ゲームソフト『恋愛家庭教師ルルミ★Coordinate!』主題歌 (#7)
- PlayStation Portable専用ゲームソフト『ティンクル☆くるせいだーすGoGo! STARLIT BRAVE!!』主題歌 (#8)
- Windows XP/Vista/7専用ゲームソフト『プリズム☆ま〜じカル PRISM Generations!』2ndエンディングテーマ (#9)
- Windows 2000/XP/Vista専用ゲームソフト『ひだまりバスケット』エンディングテーマ (#10)